# L'isola degli uomini pesce
L'isola degli uomini pesce (bra: A Ilha dos Homens-Peixe; prt: A Ilha dos Homens Peixe) é um filme produzido na Itália em 1979 dirigido por Sergio Martino.

## Sinopse
Após escaparem de naufrágio, tenente e prisioneiros buscam salvação em uma ilha misteriosa habitada por estranhas criaturas hibridas que irão recebê-los de maneira hostil. A ilha guarda um terrível segredo que será revelado quando um dos homens adentrar o esconderijo dos homens-peixe.

## Elenco
- Barbara Bach ... Amanda Marvin
- Claudio Cassinelli ... Tte. Claude de Ross
- Richard Johnson ... Edmond Rackham
- Beryl Cunningham ...Shakira
- Joseph Cotten ... Prof. Ernest Marvin